# Изопогон красивый
Изопогон красивый (лат. Isopogon formosus) — вид растений рода Изопогон семейства Протейные, эндемичный для Западной Австралии.

## Описание
Isopogon formosus — древовидный кустарник в прямостоящей либо кустистой форме, высотой от 1,5 до 2,0 м. Розовые цветки появляются с середины зимы до раннего лета. Округлая коробочка, содержащая семена появляется позже, формируясь из компонентов старого цветка. Листья разделённые, узкие, около  5 см в длину.

## Ареал и местообитание
Isopogon formosus распространён в окрестностях Албани и Эсперанс в Западной Австралии. Растёт на пустошах и в редколесье.

## Культивирование
При культивировании I. formosus требуются хороший дренаж грунта и высокий уровень освещённости. Растение плохо переносит длительные периоды засухи и заморозков.